# Lia Zoppelli
Lia (Amalia) Zoppelli (Milano, 16 novembre 1920 – Milano, 3 gennaio 1988) è stata un'attrice italiana attiva in cinema, teatro e televisione soprattutto in ruoli brillanti.

## Biografia

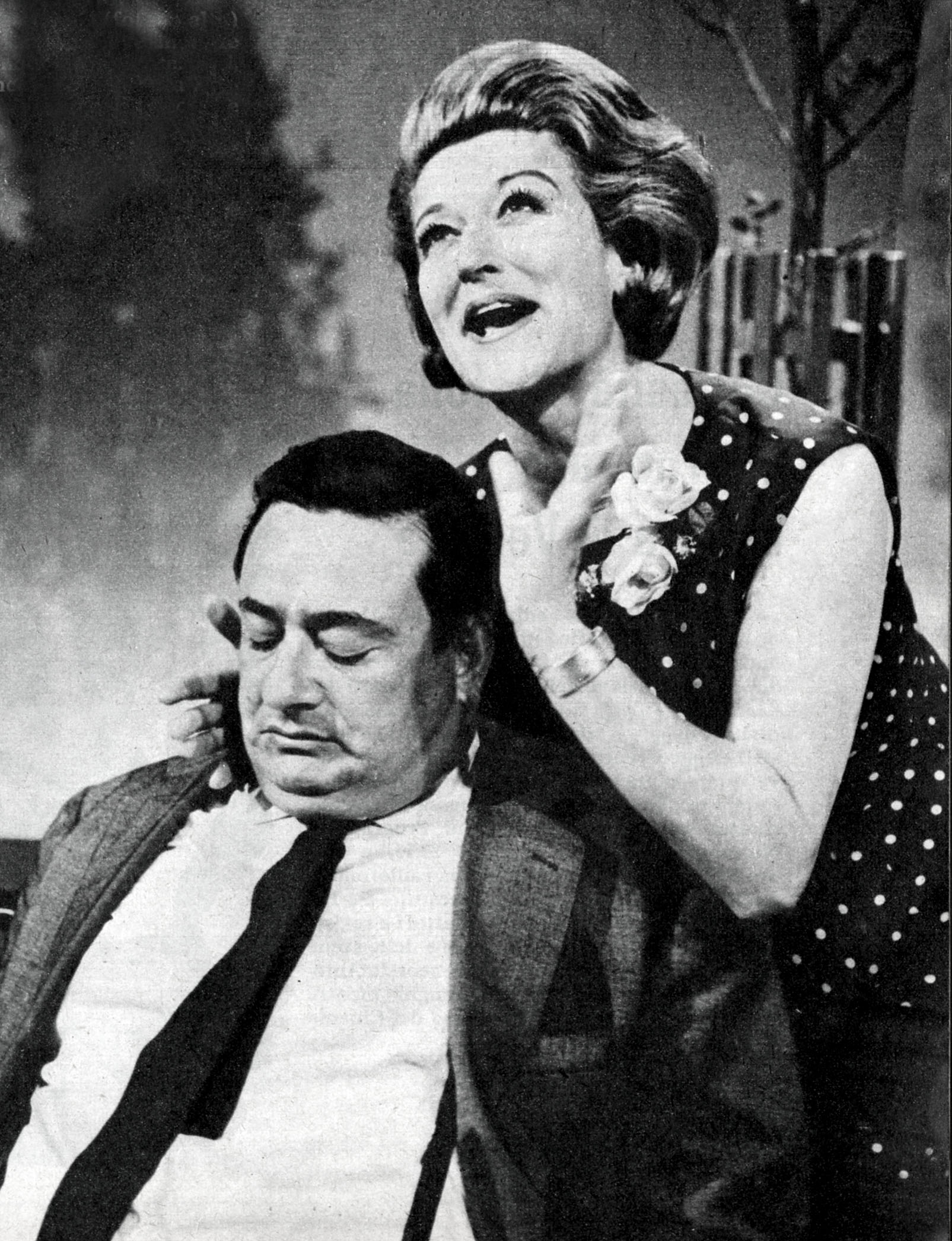
Francesco Mulè e Lia Zoppelli in Za-Bum, varietà TV Rai del 1963

Debutta in teatro a diciotto anni con la compagnia Cimara-Maltagliati-Ninchi e prosegue l'attività durante e dopo la guerra, al fianco di interpreti di prestigio quali Ruggero Ruggeri, Memo Benassi, Sarah Ferrati, Tino Carraro. In seguito all'armistizio firmato l'8 settembre 1943 e la costituzione della Repubblica di Salò, si arruola nel Servizio Ausiliario Femminile (SAF), inquadrato nelle forze armate fasciste. Dopo aver lavorato con Luchino Visconti, dal 1947 l'attrice comincia la sua proficua collaborazione con Giorgio Strehler, che la dirige nell'allestimento di opere come Piccoli borghesi di Maksim Gor'kij, Le notti dell'ira di Salacrou e Arlecchino servitore di due padroni di Carlo Goldoni.
Negli anni seguenti fonda una fortunata compagnia insieme a Ernesto Calindri, Franco Volpi e Valeria Valeri. Nel 1951 è diretta da Mario Ferrero per la prima italiana di The Cocktail Party di Thomas Stearns Eliot. Viene poi scelta da Garinei e Giovannini per la commedia musicale Giove in doppiopetto, in cui recita con Carlo Dapporto. Al cinema partecipa come attrice brillante a un buon numero di pellicole, talvolta al fianco di Totò: Chi si ferma è perduto (1960), Totòtruffa 62 (1961), Sua Eccellenza si fermò a mangiare (1961), in cui si distingue sempre per una recitazione sobria, ironica ed elegante. L'ultima sua interpretazione cinematografica è nella brillante commedia del 1982  La casa stregata, insieme a Gloria Guida e a Renato Pozzetto. 
A partire dai primi anni sessanta Lia Zoppelli prende parte, specialmente in ruoli secondari, a molti sceneggiati televisivi, come Tom Jones, per la regia di Eros Macchi, I Giacobini (1962) di Edmo Fenoglio, Paura per Janet (1963) di Daniele D'Anza, e a numerosi lavori di prosa andati in onda per la serie "La prosa del venerdì", come Mancia competente (1957) e Affari di stato (1961). Sempre in televisione offre le proprie doti d'interprete brillante ad alcuni varietà televisivi, come Gente che va, gente che viene (1960), Za-bum (1964) e Biblioteca di Studio Uno (1964).
Nel doppiaggio ha prestato la voce a Lucyna Winnicka, protagonista del film polacco Madre Giovanna degli Angeli, e a Bette Davis nel secondo dei suoi due film italiani: Lo scopone scientifico. Malgrado la grande quantità di lavori ai quali ha partecipato, il personaggio che le ha dato maggiore popolarità è sicuramente quello interpretato negli spot pubblicitari di Carosello tra il 1957 e il 1965 per Alemagna, al fianco di Enrico Viarisio, che si concludevano immancabilmente con lo slogan "Ullallà, è una cuccagna!". Negli ultimi anni si è dedicata soprattutto all'attività teatrale. Era sposata con il pilota automobilistico Eugenio Minetti.
Muore a Milano dopo una lunga malattia. Riposa nel cimitero maggiore del capoluogo lombardo.

## Filmografia

### Cinema
- Lo vedi come sei... lo vedi come sei?, regia di Mario Mattoli (1939)
- Il sogno di tutti, regia di Oreste Biancoli e László Kish (1941)
- Il processo delle zitelle, regia di Carlo Borghesio (1944)
- Tempi duri per i vampiri, regia di Steno (1959)
- La cambiale, regia di Camillo Mastrocinque (1959)
- Cerasella, regia di Raffaello Matarazzo (1960)
- Il vigile, regia di Luigi Zampa (1960)
- Le ambiziose, regia di Antonio Amendola (1960)
- Genitori in blue-jeans, regia di Camillo Mastrocinque (1960)
- Sua Eccellenza si fermò a mangiare, regia di Mario Mattoli (1961)
- Chi si ferma è perduto, regia di Sergio Corbucci (1961)
- Scandali al mare, regia di Marino Girolami (1961)
- Totòtruffa 62, regia di Camillo Mastrocinque (1961)
- I fratelli corsi, regia di Anton Giulio Majano (1961)
- Le ambiziose, regia di Antonio Amendola (1961)
- La monaca di Monza, regia di Carmine Gallone (1962)
- Gioventù di notte, regia di Mario Sequi (1962)
- Gli italiani e le donne, regia di Marino Girolami, episodio Chi la fa, l'aspetti (1962)
- Appuntamento in Riviera, regia di Mario Mattoli (1962)
- La pupa, regia di Giuseppe Orlandini (1963)
- Totò e Cleopatra, regia di Fernando Cerchio (1963)
- Avventura al motel, regia di Renato Polselli (1963)
- Ercole, Sansone, Maciste e Ursus gli invincibili, regia di Giorgio Capitani (1964)
- Soldati e capelloni, regia di Ettore Maria Fizzarotti (1967)
- Le dolci signore, regia di Luigi Zampa (1967)
- Siamo tutti in libertà provvisoria, regia di Manlio Scarpelli (1971)
- Rosina Fumo viene in città... per farsi il corredo, regia di Claudio Gora (1972)
- Il conte Tacchia, regia di Sergio Corbucci (1982)
- La casa stregata, regia di Bruno Corbucci (1982)

### Televisione
- Il cadetto di Winslow, regia di Franco Enriquez (1954)
- A suon di musica, teledramma di Leslie Reade, regia di Vittorio Brignole, trasmessa il 11 luglio 1955.
- Incantesimo, commedia di Filippo Barry, regia di Daniele D'Anza, trasmessa il 25 giugno 1956.
- Mancia competente di Aladár László, regia di Mario Landi, trasmessa sul Programma Nazionale il 20 settembre 1957.
- Aprite: polizia!, regia di Daniele D'Anza – miniserie TV, episodio Jazz freddo (1958)
- L'importanza di essere Franco di Oscar Wilde, regia di Mario Ferrero, trasmessa nel 1958.
- Sedici ore per non morire, regia di Stefano De Stefani (1959)
- La febbre del fieno, regia di Guglielmo Morandi (1961)
- Carlo Alberto, regia di Lino Procacci (1959)
- La moglie americana, atto unico di Renzo Nissim, regia di Guglielmo Morandi, trasmessa il 15 novembre 1960.
- L'incrinatura, commedia di Cesare Vico Lodovici, regia di Alessandro Brissoni, trasmessa il 21 maggio 1962.
- Il principe addormentato, regia di Mario Ferrero (1969)
- Il matrimonio di Figaro, dall'opera di Pierre-Augustin Caron de Beaumarchais, regia di Sandro Sequi, trasmessa dal Secondo Programma il 28 gennaio 1972.
- Appuntamento a Senlis di Jean Anouilh, regia di Fulvio Tolusso, trasmesso nel 1972.
- L'allodola di Jean Anouilh, regia di Vittorio Cottafavi, trasmessa dal Secondo Programma il 16 marzo 1973.
- Baciami strega, regia di Duccio Tessari – film TV (1985)

## Teatro
- Le notti dell'ira di Armand Salacrou, regia di Giorgio Strehler, Piccolo Teatro di Milano, 6 giugno 1947.
- La dodicesima notte di William Shakespeare, regia di Giorgio Strehler, Piccolo Teatro di Milano (1951)

## Televisione (parziale)
- Finalmente domenica – programma televisivo (1972)
- Babau (1977)
- Aeroporto internazionale – serie TV (1985)

### Carosello
Lia Zoppelli partecipò a numerose serie di sketch della rubrica televisiva pubblicitaria italiana Carosello:
- dal 1957 al 1959 con Enrico Viarisio  (nel 1958 anche con Franco Scandurra) pubblicizzò i prodotti Alemagna;
- dal 1960 al 1961 ancora per la Alemagna con Viarisio e Scandurra;
- nel 1962 sempre per la Alemagna ancora con Enrico Viarisio, Mimmo Craig e Leo Gavero;
- nel 1963 e 1964 sempre per la Alemagna con Enrico Viarisio, Alberto Lionello e Cip Barcellini.

## Radio Rai
- La via della Chiesa, commedia di Lennox Robinson, regia di Enzo Ferrieri, trasmessa il 2 maggio 1946.
- Ho sposato un tiranno, avventure di fantascienza coniugale di Guglielmo Zucconi e Umberto Simonetta, regia di Renzo Tarabusi, con Lia Zoppelli ed Ernesto Calindri, compagnia di rivista di Milano (1957)